# نوآ سیگان
نوآ سیگان (انگلیسی: Noah Segan؛ زادهٔ ۵ اکتبر ۱۹۸۳) یک هنرپیشه اهل ایالات متحده آمریکا است.
از فیلم‌ها یا برنامه‌های تلویزیونی که وی در آن نقش داشته‌است می‌توان به لوپر، آجر، برادران بلوم، ماجرای هسن و دختر مرده اشاره کرد.